# The peggies
the peggies（ザ・ペギーズ）は、日本のスリーピース・ガールズバンド。所属事務所はMAVERICK DC GROUP。所属レーベルはエピックレコードジャパン。

## メンバー
北澤 ゆうほ（1995年12月2日（29歳） - ）ボーカル・ギター担当。
本名：北澤 佑扶（きたざわ ゆうほ）。東京都出身。
楽曲の作詞・作曲・編曲も務める。
別名「ゆうほきたざわ」。実家は神田神保町にある明治35年創業の古書店「北沢書店」である。
2023年よりソロプロジェクトQ.I.S.（クイス）として活動している。
石渡 マキコ（1995年8月27日（29歳） - ）ベース担当。
本名：石渡 万輝子（いしわた まきこ）。東京都出身。
別名「メガマキコ」。
2024年2月3日、緑黄色社会の穴見真吾との結婚を発表。
大貫 みく（1995年4月23日（30歳）  - ）ドラムス担当。
本名：大貫 弥久（おおぬき みく）、神奈川県出身。
別名「ミニミク」。

### 旧メンバー
長坂 まいこ（1995年11月28日（29歳） - ）ギター担当。
本名：長坂 舞子（ながさか まいこ）。神奈川県出身。

## 経歴
2009年、日本女子大学附属中学校・高等学校の軽音楽部に所属していた北澤が、石渡と大貫を誘う形で結成（当時中学2年生）。ちなみにこの2人を誘った理由は「たまたまパートが違ってたから」で、もともと友人同士というわけではなかったという。結成直後はコピーバンドとして活動していたが、高校生になった2011年5月より長坂が加入し、オリジナルの楽曲を作り始め本格的に活動を開始。同年7月に初ライブを学芸大学駅近くのライブハウス「メイプルハウス」にて開催、以降も同所を拠点としてライブを続ける。2012年2月にはEMIミュージック・ジャパン主催の「REVOLUTION ROCK」で優勝し、EMI ROCKSのオープニングアクトとしてさいたまスーパーアリーナのステージに立った。なお、この日のステージ以降バンド名を「the peggies」と改名することをMCで発表。ただ、通っていた高校は校則で芸能活動等が禁止されており、自主制作盤が問題になったこともあったため、「学校では目をつけられてたから、あまり派手なこともできなかった」と北澤は語っている。

高校を卒業する2014年3月10日には、記念ライブ「宣戦フ告～ペギーズ卒業式編～」を開催。同年11月19日には初の全国流通版となるアルバム『goodmorning in TOKYO』をタワーレコード限定でリリースした。翌2015年には1stフルアルバム『NEW KINGDOM』をリリースし、12月10日に初ワンマンライブ「宣戦フ告 vol.4」を渋谷WWWにて開催。また松本花奈が監督を務める映画『脱脱脱脱17』の製作費をクラウドファンディングで募るプロジェクトにおいて、作品とthe peggiesとのコラボレーションおよび北澤の出演も発表された。そして2016年には初のシングル「スプートニク／LOVE TRIP」をリリース。年末には渋谷CLUB QUATTRO・大阪ROCKTOWNでのワンマンライブを開催、翌2017年春にメジャーデビューすることを発表した。
2017年5月10日、メジャーデビューシングル「ドリーミージャーニー」発売。同曲はテレビ東京系列アニメ『BORUTO-ボルト- -NARUTO NEXT GENERATIONS-』のエンディングテーマに起用された。2017年5月14日に大阪城音楽堂にて行われたヤングライオン祭り'17では中学・高校の同級生であるラブリーサマーちゃんと対バンを果たした。また、6月に全国ツアー「the peggies ドリーミージャーニーツアー 2017〜野生のペギーズが現れた!!!〜」を開催した。同年9月6日、2ndシングル「BABY!」発売。同年11月22日、実業家・寺井広樹の協力の下、全国の文具店にある試し書き用紙に書かれていた言葉のみで歌詞を構成した楽曲「I 御中〜文房具屋さんにあった試し書きだけで歌をつくってみました。〜」を1st配信シングルとして発売。
2018年1月24日、メジャー初のミニアルバム「super boy ! super girl !!」をリリース。これに先駆け1月10日に新曲「ネバーランド」の先行配信が開始された。また、同年2月より全国ツアー「the peggies super boy ! super girl !! tour 2018 ～SUPERMARKET TRIP !!!」を開催。6月17日から全国4か所を巡る「とびだせ ペギちゃんマン!〜とべ!とべ!ペギちゃん〜」を開催、7月5日には「なつめきサマーEP」を配信限定で発売。11月7日には3rdシングル「君のせい」を発売、表題曲はテレビアニメ『青春ブタ野郎はバニーガール先輩の夢を見ない』オープニングテーマに起用された。また同月より「the peggiesワンマンツアー2018〜君のせいで最終バス乗り過ごしたツアー〜」を開催した。
2019年2月6日、メジャー初のフルアルバム『Hell like Heaven』をリリース、これに合わせて同年4月より「the peggies全国ツアー2019 Hell like Heaven trip」を開催。同ツアー中の5月29日にはテレビアニメ『さらざんまい』のエンディングテーマ「スタンドバイミー」を4thシングルとして発売。
2022年7月8日、9月にバンドの無期限活動休止、9月7日にベストアルバム『MMY（マイ）』の発売、9月13日からラストとなる東名阪ツアー『the peggies tour 2022 "My White"』を行うことを発表した。
2022年9月30日、活動休止。

## ディスコグラフィ

### メジャー

#### 配信限定シングル
|     | 発売日         | タイトル                                                           | 規格                   |
| --- | -------------- | ------------------------------------------------------------------ | ---------------------- |
| 1st | 2017年11月22日 | I 御中〜文房具屋さんにあった試し書きだけで歌をつくってみました。〜 | デジタル・ダウンロード |

### 楽曲提供
- Argonavis
  - 「リスタート」［作詞・作曲：北澤ゆうほ］
  - 「可能性」［作詞・作曲：北澤ゆうほ］
- 内田真礼
  - 「ラブ・ユー・テンダー!」［作詞・作曲：北澤ゆうほ］[26]
- 結束バンド
  - 「なにが悪い」［作詞・作曲：北澤ゆうほ］[27]
  - 「今、僕、アンダーグラウンドから」［作詞・作曲：北澤ゆうほ］
- 長野県一刻館高校ボウリング部
  - 「ヒャクニチソウ」［作詞・作曲：北澤ゆうほ］[28]
- halca
  - 「BUZZER BEATER」［作詞・作曲：北澤ゆうほ］[29]
  - 「恋愛ミリフィルム」［作詞・作曲：北澤ゆうほ］[30]
  - 「TTL」［作詞：halca、北澤ゆうほ、作曲：北澤ゆうほ］[31]
  - 「瞬く頃」［作詞・作曲：北澤ゆうほ］[31]

## タイアップ
| 起用年 | 楽曲                   | タイアップ                                                                   |
| ------ | ---------------------- | ---------------------------------------------------------------------------- |
| 2017年 | ドリーミージャーニー   | テレビアニメ『BORUTO-ボルト- NARUTO NEXT GENERATIONS』エンディングテーマ     |
| 2017年 | BABY!                  | 近鉄パッセCMソング 『王様のブランチ』2017年9月度エンディングテーマ           |
| 2018年 | 君のせい               | テレビアニメ『青春ブタ野郎はバニーガール先輩の夢を見ない』オープニングテーマ |
| 2019年 | 明日                   | Abema TV『Abema Prime』オープニングテーマ                                    |
| 2019年 | そうだ、僕らは         | HONDA『バイクに乗っちゃう？』TV-CMソング                                     |
| 2019年 | マイクロフォン         | ロート製薬『SKIN AQUA TONE UP UV』TV-CMソング                                |
| 2019年 | スタンドバイミー       | テレビアニメ『さらざんまい』エンディングテーマ                               |
| 2019年 | する                   | 映画『生理ちゃん』主題歌                                                     |
| 2020年 | センチメートル         | テレビアニメ『彼女、お借りします』オープニングテーマ                         |
| 2020年 | 青すぎる空             | 映画『アルプススタンドのはしの方』主題歌                                     |
| 2021年 | 足跡                   | テレビアニメ『僕のヒーローアカデミア』第5期第1クールエンディングテーマ       |
| 2022年 | ハイライト・ハイライト | テレビアニメ『くノ一ツバキの胸の内』オープニングテーマ                       |

## ライブ

### 単独ライブ
|      | 日程           | タイトル                                                                                | 会場                     |
| ---- | -------------- | --------------------------------------------------------------------------------------- | ------------------------ |
| 1st  | 2014年12月4日  | the peggies presents『宣戦フ告 vol.1』                                                  | 東京・渋谷WWW            |
| 2nd  | 2015年3月23日  | the peggies presents『宣戦フ告 vol.2』                                                  | 東京・新代田FEVER        |
| 3rd  | 2015年7月3日   | the peggies presents『宣戦フ告 vol.3』                                                  | 東京・新宿MARS           |
| 4th  | 2015年12月10日 | the peggies presents ONEMAN LIVE 「宣戦フ告 vol.4」                                     | 東京・渋谷WWW            |
| 5th  | 2016年7月28日  | 宣戦フ告 vol.5 ～ペギーズ真夏の勝利宣言!!!～                                            | 東京・clubasia           |
| 6th  | 2016年12月2日  | 宣戦フ告 Vol.6 ～ゆうほが生まれた日～                                                   | 大阪・阿倍野ロックタウン |
| 7th  | 2016年12月8日  | 宣戦フ告 final（もうすぐクリスマス） ～ミクに祈りを、マキコに愛を、ゆうほにお寿司を!!～ | 東京・渋谷CLUB QUATTRO   |
| 8th  | 2017年9月15日  | ダブダブdeベビベビ                                                                      | 東京・渋谷WWW            |
| 9th  | 2017年11月22日 | the peggies 引っ提げないワンマン名古屋編 ～でらペギじゃんね～                           | 名古屋・CLUB UPSET       |
| 10th | 2017年11月23日 | the peggies 引っ提げないワンマン大阪編 ～めっちゃペギやねん～                           | 大阪・Shangri-La         |
| 11th | 2018年4月23日  | とびだせ ペギちゃんマン!大貫ミク女子大卒業記念ライブ ～マイミク募集中～                 | 東京・下北沢 CLUB251     |
| 12th | 2018年8月27日  | とびだせ ペギちゃんマン! ～Born in the ME.GA.MAKIKO～                                   | 東京・下北沢 SHELTER     |
| 13th | 2020年12月15日 | the peggies LIVE "ENCORE " 〜supported by DECEMBER'S CHILDREN〜                         | 東京・LIQUIDROOM         |
| 14th | 2021年3月28日  | the peggies LIVE "HYPER BLUE"                                                           | 東京・LIQUIDROOM         |
| 15th | 2022年4月24日  | the peggies 10th Anniversary 〜十祭〜                                                   | 東京・日比谷野外大音楽堂 |

## 出演

### ラジオ
- the peggies ペフエム FUJI（2017年 - 2018年、エフエム富士）[33]
- the peggies RADIO in the ぽっぽ（2017年、CROSS FM）※北澤のみ[34]
- 北澤ブックス（2018年、JFNPARK）※北澤のみ、全4回[35]

### 映画
- 映画「脱脱脱脱17」(2016年) - 北澤のみ、リカコ役

### ウェブテレビ
- Abema Prime（2019年2月8日、AbemaTV）- 明日、君のせいの2曲を歌唱したほか、以降のスポーツコーナーなどにも出演[36]。

### Webアニメ
- かのかり×the peggies コラボミニアニメ（2020年） - 北澤、石渡、大貫が本人役で出演[37]

## ミュージックビデオ
- the peggies / JAM(Music Video)
- the peggies / グライダー(Music Video)
- the peggies / LOVE in the TOKYO(Music Video)
- the peggies 「スプートニク」(Music Video)
- the peggies 「LOVE TRIP」(Music Video)
- the peggies 『ドリーミージャーニー』short ver.
- the peggies 「BABY!」MV＆メイキング
- 【世界初！】I 御中～文房具屋さんにあった試し書きだけで歌をつくってみました。～ / the peggies
- the peggies 『ネバーランド』(Music Video)
- the peggies / サマラブ超特急 ミュージックビデオ
- the peggies / 君のせい Music Video
- the peggies 『マイクロフォン』Music Video Short Ver.
- the peggies 『スタンドバイミー』Music Video Short Ver.